# Katharina Mückstein

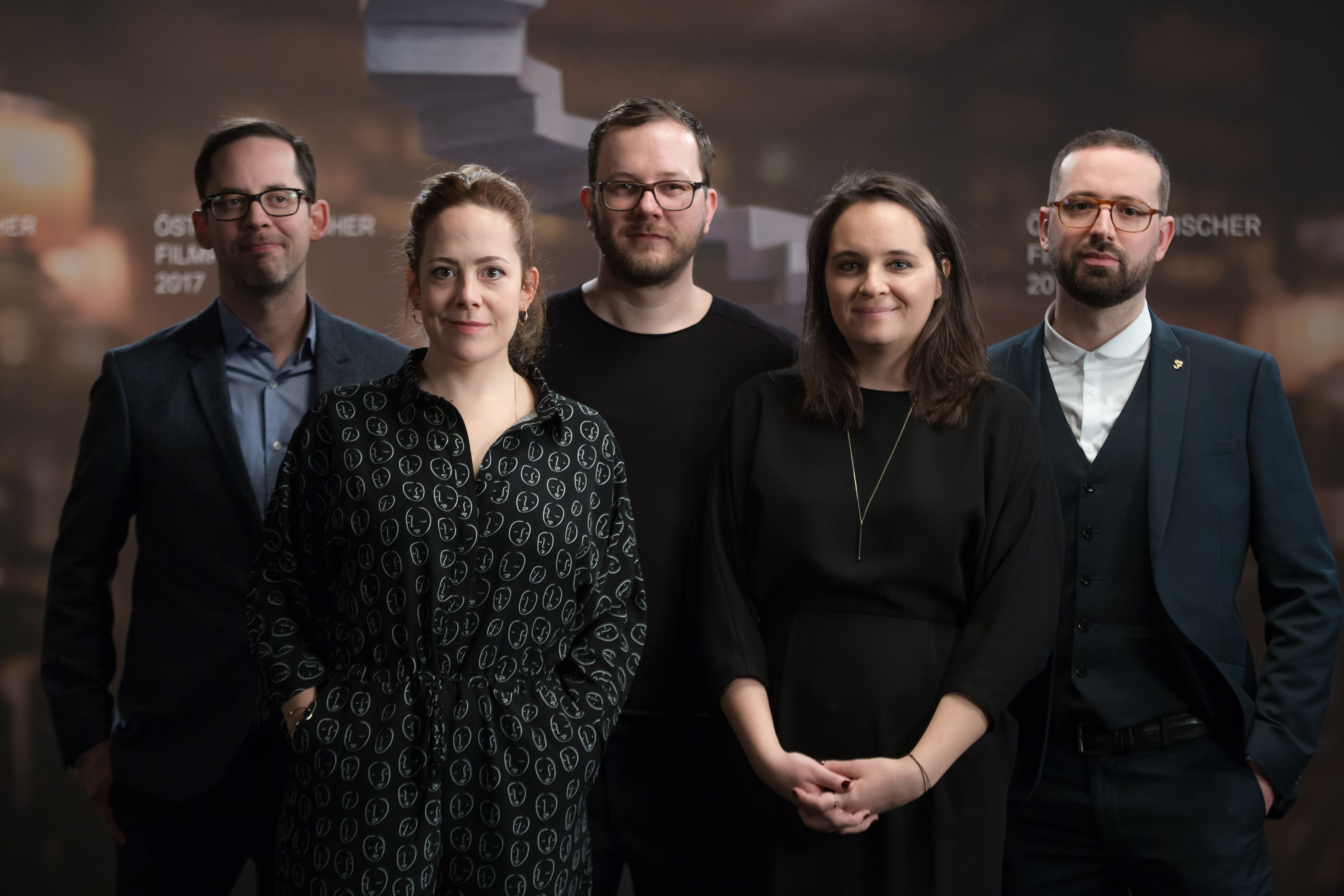
Mückstein con los otros productores y director Sigmund Steiner de Holz Erde Fleisch (Premio del cinema austríaco 2017)

Katharina Mückstein (Viena, 1982) es una directora de cine y guionista austríaca.

## Biografía
Katharina Mückstein creció en Bad Vöslau, hija de la política Eva Mückstein. De 2000 a 2004 estudió filosofía y estudios de género. Después estudió dirección en la Academia de Cine de Viena de la Universidad de Música y Arte Dramático de Viena hasta 2010, con Michael Haneke entre otros.
En 2010 fundó la productora La Banda Film junto con Flavio Marchetti, Michael Schindegger y Natalie Schwager. Desde 2011 es miembro de la junta de la asociación FC Gloria - Women Networking Film para la promoción de las cineastas en Austria.
Su primer largometraje como directora y guionista fue la película Talea con Nina Proll y Sophie Stockinger en los papeles principales y recibió el premio a la mejor dirección en del Festival Max Ophüls. En 2016 trabajó en su segundo largometraje, el drama adolescente L'Animale, de nuevo con Sophie Stockinger en un papel protagonista. Fue proyectada en la sección Panorama del 68 Festival Internacional de Cine de Berlín.

## Premios
- 2009: Premio al guion Thomas Pluch - Premio Anticipo por Die Vereinigung [11]
- 2013: Premio Max Ophüls – Premio de cine del primer ministro del Sarre al mejor director.
- 2014: Premios del Cine Austríaco 2014 - Nominación a las categorías Mejor director y Mejor guion por Talea.
- 2017: Premios del Cine Austríaco 2017 – Premio en la categoría mejor documental por Holz Erde Fleisch [12]
- 2018: Premio del Público Panorama – 3º puesto por L'Animale [13]
- 2018: Festival de Cine de Zúrich 2018 – Ojo de Oro a la mejor película de la competición Foco: Suiza, Alemania, Austria por L'Animale [14]
- 2019: Premios del Cine Austríaco 2019 – nominada a la categoría mejor película por L'Animale [15]

## Filmografía
- 2008: Die Vereinigung (cortometraje)
- 2013: Talea
- 2016: Holz Erde Fleisch
- 2017: Tiere und andere Menschen
- 2018: L'Animal[16]
- 2020: Blind ermittelt - Zerstörte Träume